# Суаткан
Суатка́н (Су-Атка́н, Ени-Сала; укр. Суаткан, Су-Аткан, крымскотат. Suv Atqan, Сув Аткъан) — небольшая река (ручей) в Крыму, левый приток Бельбека, длиной 6,2 км и площадью водосбора 32,3 км². Протекает по территории Бахчисарайского района.

## Описание
Исток ручья — маловодный безымянный родник на высоте около 520 м на склоне Мангупского отрога Ай-Петринской яйлы, у перевала Кая Баш, впадает в Бельбек у села Голубинка, в 41,0 км от устья. У Суаткана 5 притоков длиной менее 5 километров, из них два значительных правых: верхний — ручей Су-Аханде (в справочнике 1886 года «Волости и важнѣйшія селенія Европейской Россіи» — вода Балта-Узень) берущий начало из одноимённого родника в котловине между вершинами Ялпах-Кая и Сандык-Кая и образующий во влажный период каскад водопадов, самый крупный из которых, высотой примерно 30 метров, также называется Су-Аханде (в справочнике «Волости и важнѣйшія селенія Европейской Россіи» 1886 года назван Балта-Узень). Нижний приток, ручей Аджи-Су, в верховьях которого находится радоновый источник с таким же названием — основа водолечебницы Чёрные воды. Оба притока впадают на восточной окраине села Новополье. На Суаткане, недалеко от истока, имеется красивый водопад, также носящий название Суаткан.
Река образует небольшую, густонаселённую долину, сёла которой (Богатое Ущелье, Поляна, Путиловка, Новополье) имеют историю, уходящую к первым векам нашей эры. В верховьях Суаткана в X—XI веках находился крупный гончарный центр юго-западного Крыма.

## Название
Название Су-Аткан дословно можно перевести с крымскотатарского как «выбрасывающий воду» (suv, диал. su — вода; atmaq — бросать, кидать, стрелять; atqan — бросающий, кидающий, стреляющий). Видимо, первоначально это было название водопада, которое затем распространилось на всю речку. На карте 1836 года река Ени-Сала, в справочнике «Волости и важнѣйшія селенія Европейской Россіи» у реки разные названия для разных участков: в Богатом Ущелье она Суук-Су, а в нижнем течении (у Поляны и Путиловки) — Канлы. В справочнике «Поверхностные водные объекты Крыма» применено также название Ени-Сала.